# Dorota Grzejdak
Dorota Grzejdak (* 14. Juni 1967) ist eine polnische Badmintonspielerin. 

## Karriere
Dorota Grzejdak gewann von 1990 bis 2007 20 Medaillen bei den nationalen polnischen Meisterschaften. 1998 wurde sie Meisterin. Im neuen Jahrtausend war sie bei Senioren-Welt- und -Europameisterschaften erfolgreich.

## Sportliche Erfolge
| Saison | Veranstaltung                    | Disziplin   | Platz | Name                                                                      |
| ------ | -------------------------------- | ----------- | ----- | ------------------------------------------------------------------------- |
| 1990   | Polnische Einzelmeisterschaften  | Damendoppel | 3     | Dorota Grzejdak / Magdalena Konopka (Motus Koszalin / Stal Płock)         |
| 1992   | Polnische Einzelmeisterschaften  | Dameneinzel | 2     | Dorota Grzejdak (Motus Koszalin)                                          |
| 1993   | Polnische Einzelmeisterschaften  | Damendoppel | 3     | Dorota Grzejdak / Marzena Kozłowska (Motus Koszalin)                      |
| 1994   | Polnische Einzelmeisterschaften  | Damendoppel | 3     | Dorota Grzejdak / Marzena Kozłowska (Motus Koszalin)                      |
| 1994   | Polnische Einzelmeisterschaften  | Dameneinzel | 2     | Dorota Grzejdak (Motus Koszalin)                                          |
| 1995   | Polnische Einzelmeisterschaften  | Dameneinzel | 3     | Dorota Grzejdak (Motus Koszalin)                                          |
| 1996   | Polnische Einzelmeisterschaften  | Damendoppel | 3     | Dorota Grzejdak / Bożena Matusik (Motus Koszalin)                         |
| 1996   | Polnische Einzelmeisterschaften  | Dameneinzel | 2     | Dorota Grzejdak (Motus Koszalin)                                          |
| 1997   | Polnische Einzelmeisterschaften  | Dameneinzel | 2     | Dorota Grzejdak (Pobrzeże Koszalin)                                       |
| 1998   | Polnische Einzelmeisterschaften  | Mixed       | 1     | Damian Pławecki / Dorota Grzejdak (Azs Kraków / Pobrzeże Koszalin)        |
| 1998   | Polnische Einzelmeisterschaften  | Dameneinzel | 3     | Dorota Grzejdak (Pobrzeże Koszalin)                                       |
| 1999   | Polnische Einzelmeisterschaften  | Damendoppel | 2     | Dorota Grzejdak / Kinga Rudolf (Pobrzeże Koszalin / Kolejarz Częstochowa) |
| 2000   | Polnische Einzelmeisterschaften  | Mixed       | 3     | Damian Pławecki / Dorota Grzejdak (Azs Kraków / Ołobok Ostrów Wlkp.)      |
| 2001   | Polnische Einzelmeisterschaften  | Damendoppel | 2     | Monika Bieńkowska / Dorota Grzejdak (Bizon Płock / Orlicz Suchedniów)     |
| 2002   | Polnische Einzelmeisterschaften  | Mixed       | 3     | Damian Pławecki / Dorota Grzejdak (Azs Kraków / Orlicz Suchedniów)        |
| 2002   | Polnische Einzelmeisterschaften  | Damendoppel | 3     | Monika Bieńkowska / Dorota Grzejdak (Bizon Płock / Orlicz Suchedniów)     |
| 2003   | Polnische Einzelmeisterschaften  | Mixed       | 3     | Dariusz Zięba / Dorota Grzejdak (Ruch Piotrków Tryb. / Pts Puszczykowo)   |
| 2004   | Polnische Einzelmeisterschaften  | Damendoppel | 3     | Monika Bieńkowska / Dorota Grzejdak (Masovia Płock)                       |
| 2005   | Polnische Einzelmeisterschaften  | Damendoppel | 3     | Monika Bieńkowska / Dorota Grzejdak (Masovia Płock)                       |
| 2006   | Polnische Einzelmeisterschaften  | Dameneinzel | 2     | Dorota Grzejdak (Masovia Płock)                                           |
| 2006   | Senioren-Europameisterschaft 35+ | Dameneinzel | 2     | Dorota Grzejdak                                                           |
| 2006   | Senioren-Europameisterschaft 35+ | Damendoppel | 2     | Dorota Grzejdak / Bożena Haracz                                           |
| 2007   | Polnische Einzelmeisterschaften  | Damendoppel | 3     | Monika Bieńkowska / Dorota Grzejdak (Ks Masovia Płock)                    |
| 2007   | Polnische Einzelmeisterschaften  | Dameneinzel | 3     | Dorota Grzejdak (Ks Masovia Płock)                                        |
| 2008   | Senioren-Europameisterschaft 35+ | Damendoppel | 3     | Dorota Grzejdak / Magdalena Koba                                          |
| 2008   | Senioren-Europameisterschaft 40+ | Dameneinzel | 3     | Dorota Grzejdak                                                           |
| 2009   | Senioren-Weltmeisterschaft 35+   | Damendoppel | 3     | Dorota Grzejdak / Barbara Kulanty                                         |
| 2009   | Senioren-Weltmeisterschaft 40+   | Dameneinzel | 1     | Dorota Grzejdak                                                           |
| 2010   | Senioren-Europameisterschaft 40+ | Damendoppel | 1     | Petya Georgieva / Dorota Grzejdak                                         |
| 2010   | Senioren-Europameisterschaft 40+ | Dameneinzel | 1     | Dorota Grzejdak                                                           |